# Frieda von Oppeln
Frieda Antonie Emilie von Oppeln-Bronikowski (* 27. September 1866 in Iserlohn; † 2. Mai 1945 in Oberhof) war eine deutsche Autorin.

## Leben
Sie wurde als erstes Kind des nachmaligen preußischen Generalleutnant Hermann von Oppeln-Bronikowski und seiner Ehefrau Elise geb. Heyn geboren. Sie ist die ältere Schwester des Schriftstellers Friedrich von Oppeln-Bronikowski (1873–1936). Sie heiratete am 7. Juni 1900 in Seewis im Prättigau, Graubünden, den schweizerischen Oberleutnant Paul Langenheim und nahm seinen Familiennamen an. Er verstarb bereits 1904. Später führte sie außer ihrem Ehenamen noch ihren Geburtsnamen Frieda von Oppeln-Bronikowski  sowie als Schriftstellerin das Pseudonym Frieda von Oppeln.
Gewohnt hat sie  in verschiedenen Mietwohnungen in Berlin, zuletzt in der Kreuznacher Straße 38. Hier lebte sie im Winter zeitweilig mit der Schriftstellerin Sophie Hoechstetter zusammen. Ihre wirtschaftlichen Verhältnisse waren beengt. Sie erhielt daher auf ihren Antrag hin zwischen 1929 und 1943 Zuwendungen aus der Goethe- und Schillerstiftung Weimar sowie aus der Joseph-Fastenrath-Stiftung Köln. Zur Zeit ihrer krankheitsbedingten Abwesenheit erlitt ihre Wohnung 1943 einen Bombenschaden, der zur Vernichtung ihres Sachvermögens führte. Gegen Ende ihres Lebens wurde sie kränklich und musste mehrere Krankenhaus- und Pflegeheimaufenthalte auf sich nehmen. Sie starb unter ungeklärten Umständen am 2. Mai 1945 in Oberhof/Thüringen im Haus der Stadt Erfurt, einem Krankenheim. Ihre Grabstelle war nicht zu ermitteln.

## Werke

### Bücher
Ähnlich ihrem jüngeren Bruder widmete sie sich der Schriftstellerei  und veröffentlichte unter dem  Pseudonym Frieda von Oppeln:
- 1922 im Rahmen der Serapis-Bücher des Verlags Carl Reißner in Dresden die Biografie „Das Rätsel Kaspar Hauser“,
- 1924 im Paul Aretz Verlag eine „Liebestragödie aus dem Barock“ unter dem Titel „Königsmarck“, die sie „Nach den Quellen“ dargestellt hat.
- 1926 ihren Roman „Elisabeth. Das tolle Jahr 1848“ im Verlag von K. F. Koehler, Berlin und Leipzig
- 1928 den Roman über den früh verstorbenen Dichter Wilhelm Hauff „Wen die Götter lieben…“,
- 1928 in erster und zweiter Auflage den Immermann-Roman „Die klugen und die thörichten Jungfrauen“ im Verlag der Gebrüder Paetel, Berlin-Leipzig, 1930 im Verlag Die Buchgemeinde, Berlin SW 48 neu aufgelegt,
- 1936 den Roman „Sophie Charlotte, Preußens erste Königin“  im Verlag A. H. Payne, Leipzig.

Ihre Romane über Königin Sophie Charlotte von Preußen und Königin Elisabeth von Preußen wurden 2005 im Verlag Voltmedia / Paderborn ohne urheberrechtliche Legitimation (Raubdruck) neu aufgelegt.

### Übersetzungen
Im Rahmen der vielbändigen Balzac-Ausgabe des Verlags Ernst Rowohlt, Berlin hat sie sich zusammen mit ihrem jüngeren Bruder Friedrich als Übersetzerin betätigt:
- Honoré de Balzac, Eine dunkle Geschichte o. J., bestehend aus den Erzählungen „Une Ténébreuse Affaire“, übersetzt von Friedrich v. Oppeln-Bronikowski
- „Une  Épisode sous le Terreur (!)“, übersetzt von Frieda von Oppeln.

### Zeitungen
Auch als Zeitungsautorin trat Frieda von Oppeln in Erscheinung.
- „Der Handschuh“, Illustrierte Zeitung Leipzig Nr. 4032, 1920
- „Frauenturnen“, Gartenlaube von 1920, S. 330
- „Immermann“, Kölnische Zeitung 1925
- „Aus der  Regensburgerstraße“, „Königsmarck“,  Kölnische Zeitung 1930/1
- „Martin Luthers Kindheit“, Illustrierte Zeitung Leipzig 1933 II